# Promień śmierci
Promień śmierci (ros. Луч смерти) – radziecki niemy czarno-biały film fantastycznonaukowy z 1925 roku w reżyserii Lwa Kuleszowa według scenariusza Wsiewołoda Pudowkina. Film zrealizowany w konwencji kryminalno-szpiegowskiej. Faszystowski szpieg próbuje wykraść sowieckiemu inżynierowi pewien wynalazek – broń nazywaną "promieniem śmierci". 

## Fabuła
Film rozgrywa się w Moskwie oraz w nieokreślonym państwie kapitalistycznym. Fabuła opiera się na rywalizacji faszystów i rewolucjonistów o urządzenie wytwarzające zapalający promień, skuteczne na dużą odległość (antycypacja działa laserowego). 

## Odbiór
Film nie odniósł sukcesu. Krytyka zarzuciła mu zbyt częstą zmianę scenerii, natłok zdarzeń i postaci, chaotyczną i niezrozumiałą akcję. Reżyser początkowo bronił filmu, ale ostatecznie uznał go za niepowodzenie. Było to m.in. pretekstem do przeniesienia się Kuleszowa wraz z zespołem z wytwórni Goskino do studia Mieżrabpom-Ruś

## Obsada
- Porfirij Podobied – inżynier Podobied
- Wsiewołod Pudowkin – Rewo, ksiądz katolicki
- Władimir Fogiel – Fog, faszysta
- Aleksandra Chochłowa – siostra Edit
- Piotr Gaładżew – Ruller, właściciel zakładu / dyrektor cyrku
- Wiktor Pilszczikow – siostrzeniec Rullera, kierownik zakładu
- Siergiej Komarow – Tomasz Łann
- Andriej Fajt – agent
- Andriej Gorczilin – Rapp, elektotechnik
- Anna Czekułajewa – żona Rappa
- Leonid Obolenski – major Hard, przywódca faszystów
- Aleksandr Gromow (epizod)
- Lew Kuleszow (epizod)
- Michaił Doller (epizod)
- Siergiej Chochłow – Fredi
- A. Strawinska – Szura
- N. Strawinska – córka palacza